# Марко Лунд
Марко Лунн (дан. Marco Lund, нар. 30 червня 1996, Ансагер, Данія) — данський футболіст, центральний захисник шведського клубу «Норрчепінг».

## Клубна кар'єра
Марко Лунд народився у місті Ансагер і грати у футбол починав у місцевих клубах аматорського рівня. У віці 17 - ти років футболіст перейшов до академії клубу «Есб'єрг» і в 2015 році підписав з клубом професійний контракт і приступив до тренувань у першій команді. 4 квітні 2016 року Лунд дебютував у матчах чемпіонату Данії.
У січні 2018 року Лунд підписав контракт на 3,5 роки з клубом «Оденсе». Першу гру в команді захисник зіграв 9 березня 2018 року. Виступаючи у складі «Оденсе» Лунд відмітився двома забитими голами.
У січні 2021 року Лунд підписав контракт з шведським клубом «Норрчепінг», який вступав в силу по завершенню сезону в Данії. Але вже в лютому клуби досягли домовленності і Лунд приєднався до «Норрчепінга» вже взимку. 20 лютого він в рамках Кубку Швеції він зіграв перший матч у новій команді. А 11 квітня дебютував і у турнірі Аллсвенскан.

## Збірна
З 2014 року Марко Лунд провів кілька матчів у складі юнацьких та молодіжної збірних Данії.